# Conus leopardus
Conus leopardus is een slakkensoort uit de familie Conidae.

## Voorkomen en verspreiding
Conus leopardus is een carnivoor die leeft in ondiep warm water op zandgronden, rotsbodems en koraalriffen (sublitoraal). De soort komt zeer algemeen voor van de oostkust van Afrika tot en met Hawaï (Indopacifische provincie). De schelp kan tot 220 mm lang worden.